# Avenida Almirante Barroso (Belém)
A Avenida Almirante Barroso (inicialmente chamada Estrada de Bragança ou Estrada do Marco da Légua) é uma via urbana de trânsito do tipo avenida na cidade brasileira de Belém (capital do estado do Pará), criada em 1929 no bairro do Marco, junto à antiga Estrada de Ferro de Bragança. Considerada umas das principais vias, servindo como entrada e saída da cidade, que começa na Avenida Magalhães Barata e termina no Complexo Viário do Entroncamento.
Nela se encontram alguns locais em destaque, como a Rodoviária de Belém, o Estádio da Curuzú do clube esportivo Paysandu Sport Club, o Estádio Baenão do clube esportivo Clube do Remo, o Estádio Francisco Vasques (também conhecido como Souza) do clube esportivo Tuna Luso Brasileira, a sede do Tribunal de Justiça do Estado do Pará, o Jardim Botânico Bosque Rodrigues Alves, o Colégio Militar de Belém, entre outros.
A avenida é via de mão dupla com canaletas exclusivas do sistema de tráfego do BRT Belém (para veículos governamentais, hospitalares, ônibus expressos e articulados), além de contar com uma ciclovia no canteiro central da pista.
Esta avenida ligada-se à rodovia BR-316, através do Complexo Viário do Entroncamento.

## História

### O bairro do Marco da Légua
Em 1625, devido a posição estratégica do município "Santa Maria de Belém do Grão-Pará" na foz do Amazonas os portugueses instalaram um entreposto fiscal comercial, a Casa de Haver-o-Peso (atual Mercado Ver-o-Peso), para arrecadação de impostos dos produtos europeus importados à Belém, e dos extraídos da Amazônia exportados, como as drogas do sertão e a carne bovina do Marajó.
Em 1627, a importância do entreposto elevou-se com a criação da primeira légua patrimonial pelo governador Francisco Coelho; porção de terra de 41 mil m² (iniciando as margens do rios Pará e Guamá) doada pela Coroa Portuguesa à Câmara de Belém, para impulsionar o crescimento do município em direção ao interior, região do rio Caeté habitada desde 1613 (atual município de Bragança), originando assim o bairro de São Brás e o bairro Marco da Légua (na época ponto de entrada da cidade), alavancando um aumento populacional. O crescente aumento da importância da capitania do Grão-Pará acarretou que, em 1654, o Estado do Maranhão foi renomeado para "Estado do Maranhão e Grão-Pará".

### O parque municipal (bosque)
Em agosto de 1883, no contexto da Belle Èpoque (época da Província do Grão-Pará, 1821–1889) foi inaugurado em Belém o Bosque Municipal do Marco da Légua (atual Bosque Rodrigues Alves) na então estrada de Bragança/estrada do Marco da Légua, onde ocorria também a construção da Estrada de Ferro que ligava Belém à Bragança, durante o governo de Antônio Lemos marcando o limite da primeira légua patrimonial da cidade e consolidando a ocupação do bairro. Este parque municipal foi idealizado pelo presidente da Província do Grão-Pará José Coelho da Gama Abreu, o Barão de Marajó, inspirado no amplo boulervard parisiense Bois de Bolongne, projetou em Belém como uma réplica tropical, que tornou-se na época símbolo do embelezamento da Capital da Borracha (1879-1912).

### A ferrovia e a avenida
A origem da avenida Almirante Barroso é ligada diretamente com a história da Estrada de Ferro de Bragança (1884–1965); inicialmente chamada avenida Tito Franco e Estrada do Marco da Légua, construída paralelamente aos trilhos da ferrovia a partir da praça Floriano Peixoto (no bairro de São Brás) e inaugurada em 18 de novembro de 1929, após o advento do Ciclo da Borracha, pelo senador e intendente da capital Antônio de Almeida Facióla (nomeado pelo governador Eurico de Freitas Vale) no dia de seu aniversário. Foi pavimentada pelo sistema de macadame (macadamizada) e impermeabilizada com o asfalto do tipo Road Oil. Na década de 1950 a avenida ganhou pavimento de concreto em duas pistas, algo considerado raro no Brasil na época.  
Em 1956, o Plano Nacional da Indústria Automobilística, durante o governo do Juscelino Kubitschek, comprometeu-se a trazer desenvolvimento, realizando 50 anos de progresso em 5 anos de governo: valorizando as rodovias em detrimento das ferrovias; privilegiando o setor de bens de consumo sofisticado (automóvel, geladeira, televisão); criando infraestrutura adequada para o aumento do engajamento do setor privado em setores mais avançados de industrialização como a formação de polos automobilísticos, reforçando assim o papel da urbanização como base para a industrialização.
Em 1965, com o fechamento em definitivo da ferrovia (devido à queda no faturamento), o então Ministro da Viação Juarez Távora, através do interventor Alacid Nunes, substituiu a Estação Ferroviária de São Brás por uma Estação Rodoviária, alguns anos depois, quando a avenida ganhou mais duas pistas de pavimento em concreto, com isso passou a contar com um total de quatro pistas (duas pistas sentido Centro e duas sentido saída da cidade). Ainda na década de 1960, a avenida ganhou urbanização e canteiro central com plantio de árvores. Durante o mandato do governador Aurélio Correia do Carmo, a avenida ganharia nova e moderna iluminação em toda sua extensão.

## Obras e requalificações
Em 1982 a avenida teve sua primeira revitalização, as pistas ganharam pavimento asfáltico com pontos de drenagem e arborização.

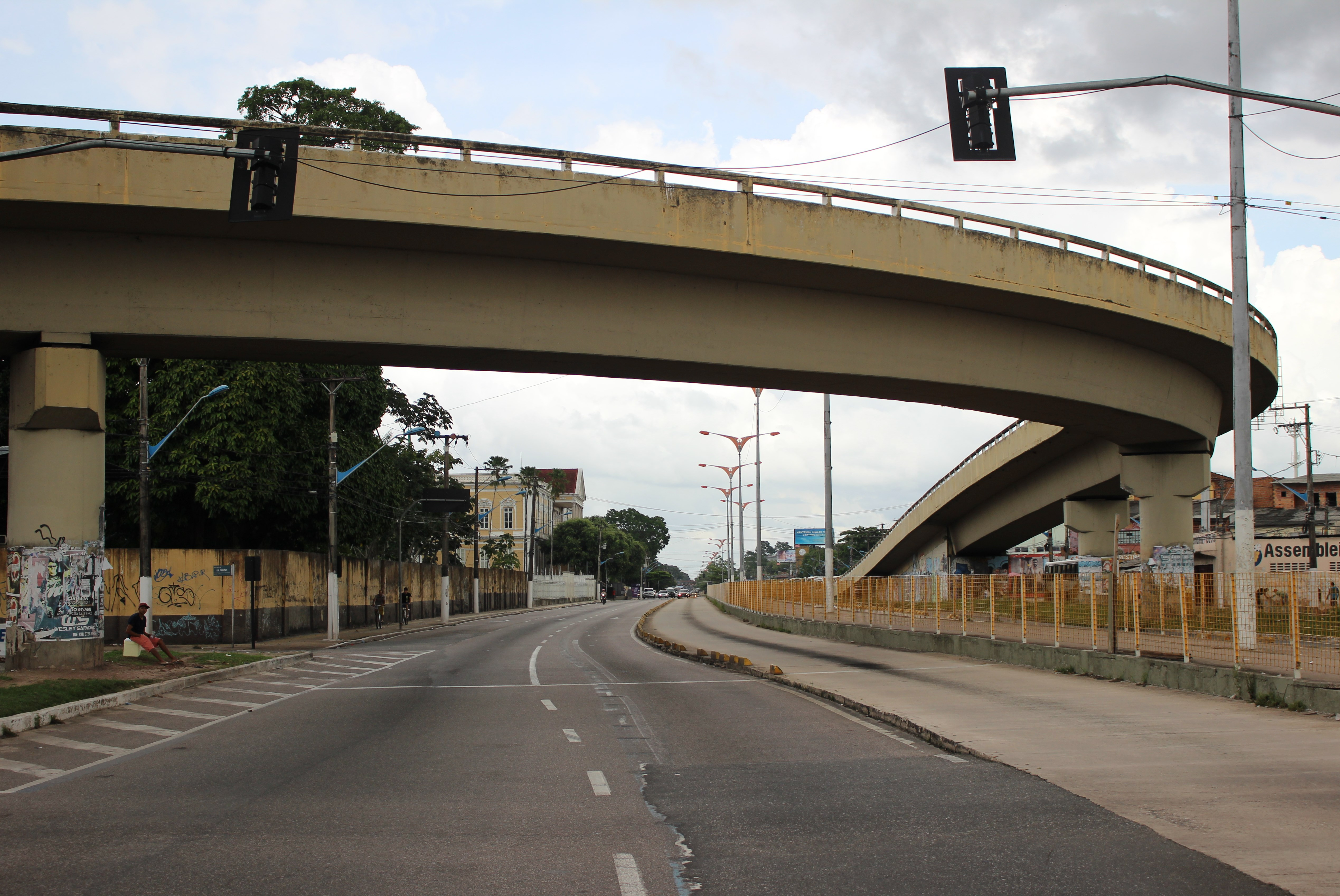
Avenida Almirante barroso pista sentido centro da cidade, com o elevado da Avenida Doutor Freitas em destaque.

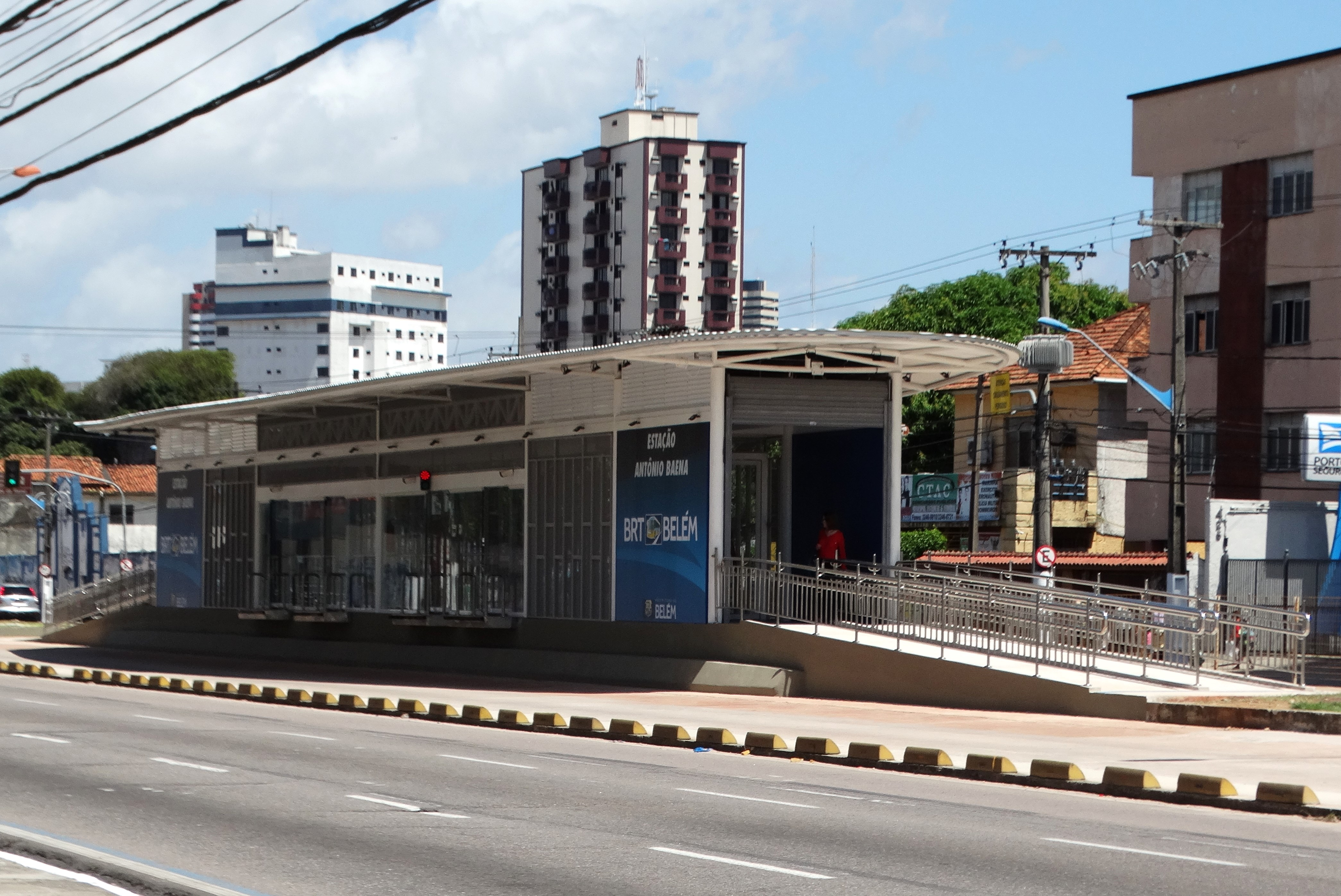
Estação Antônio Baena do BRT Belém em 2019

Durante o mandato do Prefeito Edmilson Rodrigues entre 1997 a 2004, a avenida foi requalificada com a retirada dos antigos divisores das pistas, foi revitalizada e construída uma ciclovia no canteiro central em toda sua extensão. Também nesse período foram construídos o Elevado da Avenida Doutor Freitas e o Complexo Viário do Entroncamento onde a avenida termina.

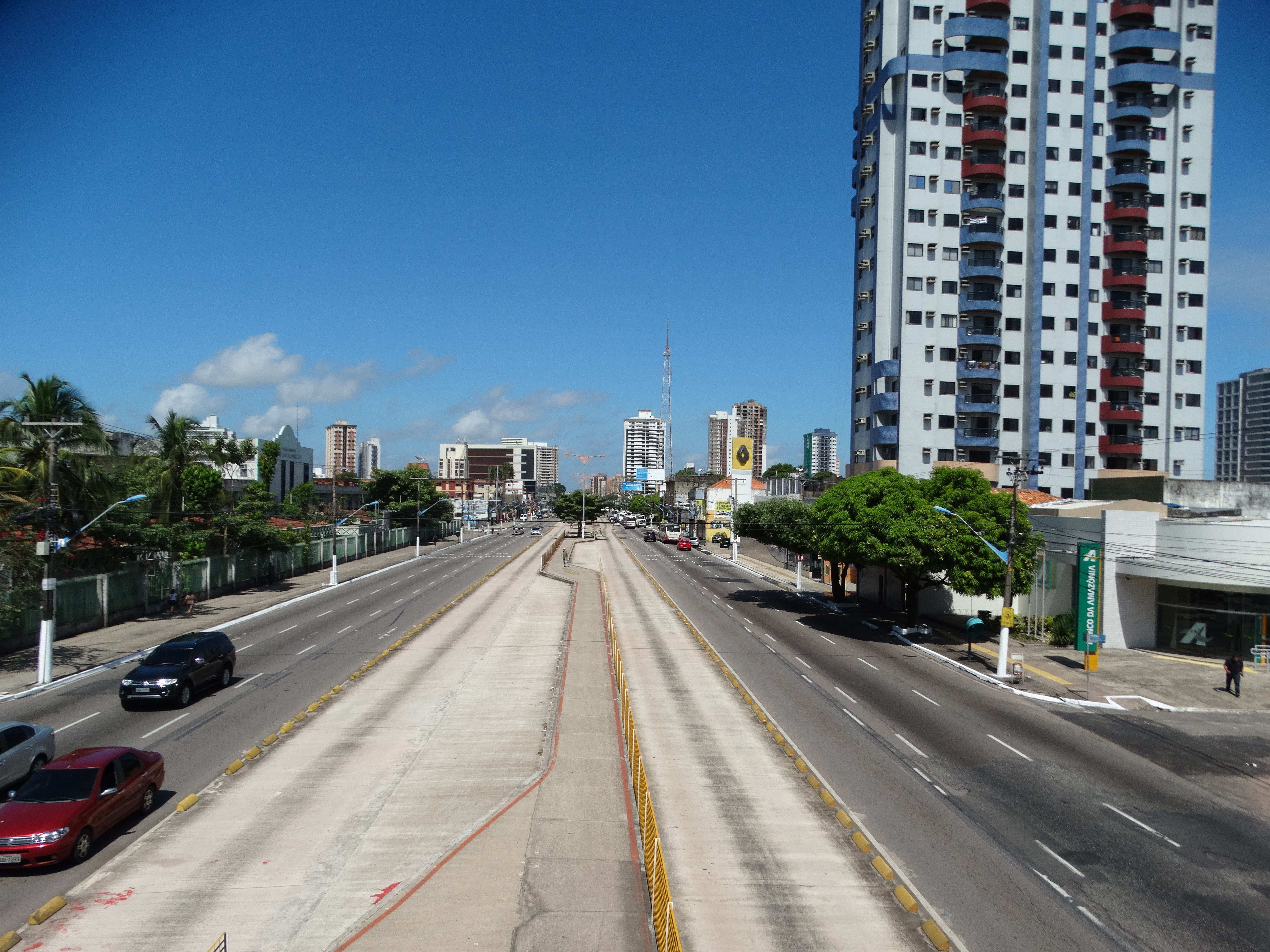
canaleta do BRT Belém na Avenida Almirante Barroso em 2016.

Em 16 de Janeiro de 2012, no mandato do Prefeito Duciomar Costa, foi iniciado obras de requalificação para implantação do BRT Belém começando pela Avenida Almirante Barroso, foram construídas duas canaletas do tipo pavimento de concreto sendo uma em cada sentido para os ônibus articulados segregadas com Barreira New Jersey, e estações tubos semelhantes ao BRT de Curtiba. Porém devido a polêmicas e irregularidades tanto na execução, quanto com relação ao processo licitatório as obras foram paralisadas naquele mesmo ano.
Durante o mandato do Prefeito Zenaldo Coutinho em 13 de Julho de 2013, as obras na Almirante Barroso foram retomadas, foram concluídas primeiro as canaletas de concreto substituídas as barreiras de concreto por segregadores, além das retiradas das estações tubo. No ano seguinte em 31 de Janeiro de 2014 as pistas exclusivas foram abertas para que ônibus de linhas convencionais de forma a utilizarem como pista expressa. Nos anos que se seguiram, a avenida ganhou estações BRT adequadas ao clima da cidade e os ônibus articulados do BRT Belém passaram a circular também na pista expressa a partir de 2016.

## Características
A avenida é conhecida por possuir uma grande quantidade de instituições de ensino público e privado, possui várias farmácias, repartições públicas, consultórios médicos, laboratórios,hospitais, agências bancárias, etc;
- 2°Batalhão de Infantaria e Selva
- Agência dos Correios
- Assembleia Paraense
- Bosque Rodrigues Alves
- Superintendência do ministério da Agricultura no Pará
- Clube Monte Líbano - Belém
- CRF - PA Conselho Regional de Farmácia
- Fundação Pestalozzi do Pará
- Grupo de Segurança e defesa de Belém
- Instituto Evandro Chagas
- IPMB Instituto de Previdência do Município de Belém
- IASB Instituto de Previdência do Município de Belém
- Ministério da Agricultura, Pecuária e Abastecimento - Lanagro
- Palácio do Governo do Pará
- RBA TV - Rede Brasil Amazônia de Televisão
- SEAD - Secretaria de Administração do Estado do Pará
- SEMAD - Secretaria Municipal de Administração da Prefeitura de Belém
- SESAN - Secretaria Municipal de Saneamento
- SESI - Serviço Social da Indústria
- SETRAN - Secretaria Executiva de Transportes
- SUDAM - Superintendência do Desenvolvimento da Amazônia
- Tribunal de Justiça do Estado do Pará
- Terminal Rodoviário de Belém
- Mercado de São Braz: inaugurada em maio de 1911, encomendado pelo então intendente Antônio José Lemos, projetado e executado pelo arquiteto italiano Filinto Santoro; o mercado buscava atender as necessidades comercias do funcionamento da ferrovia Belém–Bragança.[38]
- Feira Bandeira Branca
- Estádios: 
  - Estádio Evando Almeida - Baenão
  - Estádio Francisco Vasques - Souza
  - Estádio Leônidas Sodré de Castro - Curuzu
- Hospitais:
  - Hospital Porto Dias
  - Hospital Adventista de Belém
  - Hospital de Aeronáutica de Belém
- Postos de Gasolina:
  - Shell
  - Petrobras
  - Posto Ipiranga
- Agências bancárias:
  - Banco do Brasil
  - Bradesco
  - Caixa Econômica Federal
  - Itaú Unibanco
  - Santander
- Farmácias / Drogarias:
  - Drogasil
  - Extrafarma
  - Farmácia do Trabalhador do Brasil
  - Farmácia Popular do Brasil
  - Pague Menos
  - Reinafarma
- Laboratórios:
  - Amaral Costa
  - Paulo C.Azevedo
  - Ruth Brazão
- Instituições de Ensino Técnico/Superior
  - Centro Universitário do Pará
  - ESAMAZ - Escola Superior da Amazônia
  - IFPA - Instituto Federal do Pará
  - ITEP - Instituto Técnico e Profissional do Pará
  - Poativa do Pará
  - SIENF - Sistema de Ensino de Enfermagem
  - UEPA -Universidade do Estado do Pará
- Escolas de ensino (fundamental/médio):
  - Colégio Da Vinci
  - Colégio Impacto
  - Colégio Ipiranga
  - Colégio Militar de Belém
  - Escola Estadual Albaniza de Oliveira Lima
  - Escola Estadual Marechal Cordeiro de Farias
  - Escola Estadual Paulino de Brito
  - Escola Estadual Pedro Amazonas Pedroso
  - Escola Estadual Presidente Costa e Silva
  - Escola Estadual Visconde de Souza Franco
  - Escola Municipal Benvida de França Messias
  - Escola Municipal de 1°Grau Prof. Anésia